# Čelebići (Foča)
Pour les articles homonymes, voir Čelebići.
Čelebići (en serbe cyrillique : Челебићи) est un village de Bosnie-Herzégovine. Il est situé dans la municipalité de Foča et dans la république serbe de Bosnie. Selon les premiers résultats du recensement bosnien de 2013, il compte 63 habitants.

## Démographie

### Répartition de la population par nationalités (1991)
En 1991, le village comptait 132 habitants, répartis de la manière suivante :

### Communauté locale
En 1991, la communauté locale de Čelebići comptait 1 038 habitants, répartis de la manière suivante :